# Чорногорська кухня

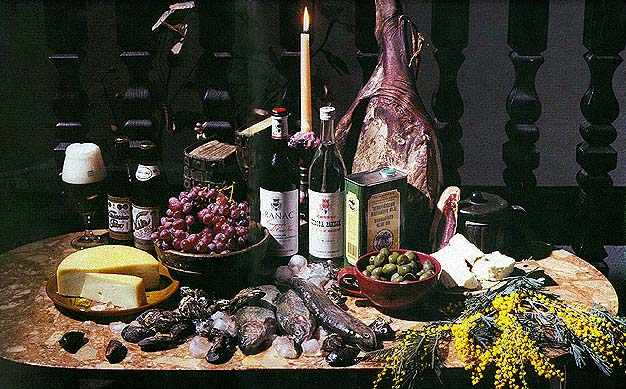
Їжа Чорногорії

Чорногорська кухня — кухня країни Чорногорія. Склалася завдяки географічному розташуванню країни та її довгої історії.

## Опис
На кухню Чорногорії значний вплив мали Італія, Левант (південно-західна Азія) і Туреччина, Угорщина, континентальна Європа.
- Італійський вплив: приготування хліба, м'яса, сиру, вина та інших алкогольних напоїв, супів, рагу , поленти, фаршированих перців, фрикадельок, приганиці та ін.
- Вплив Туреччини і Леванту: приготування долми, мусаки, плову, піти (хлібних коржиків), буреку, люля-кебабу і солодощів (пахлави, тулумби та інших).
- Угорський вплив: гуляш, сатараш, дьювеч.
- Вплив континентальної Європи: приготування пончиків, джемів, різні печива і торти.

Кухня узбережжя Чорногорії також відрізняється від кухні північних високогірних регіонів. Прибережні райони традиційно представляють середземноморську кухню, з великою кількістю рибних страв.
Серед улюблених страв також: цицвара, попара, каймак, пршут, чевапчичі, палачинки та ін.

## Популярні страви[1]

### М'ясні
- вешалиця – відбивні з букетом спецій,
- чевапчичі – ковбаски із різних сортів рубленого м'яса,
- ражничі – шашлики з телятині і свинини.

### Рибні
- форель, фарширована чорносливом,
- япраке - карп, запечений в вершках,
- плов з морепродуктами,

- далмацький гуляш – страва з декількох сортів риб,
- риба по-охридські – рибне філе, залите вершками і запечене у горщику,
- пржені лігні – жарені кальмари (як правило, в клярі)[2].

### Сирні
- кашкавал,
- качамак.

### Десерти
- гибаніця – пиріг з сирною начинкою,
- кифле – слойки у вигляді напівмісяця,
- крофне – великі пончики з кремом або мармеладом,
- палачинка – млинці з солодкою начинкою,
- приганіце – маленькі пончики, які подають з  каймаком або медом,
- савияча са маком – маковий рулет,
- сладолєд – морозиво,
- тулумба – турецький десерт, обсмажене прісне тісто, просочене сиропом,
- штрукли – пиріжки з сиром, сливами та горіхами.

Деякі страви
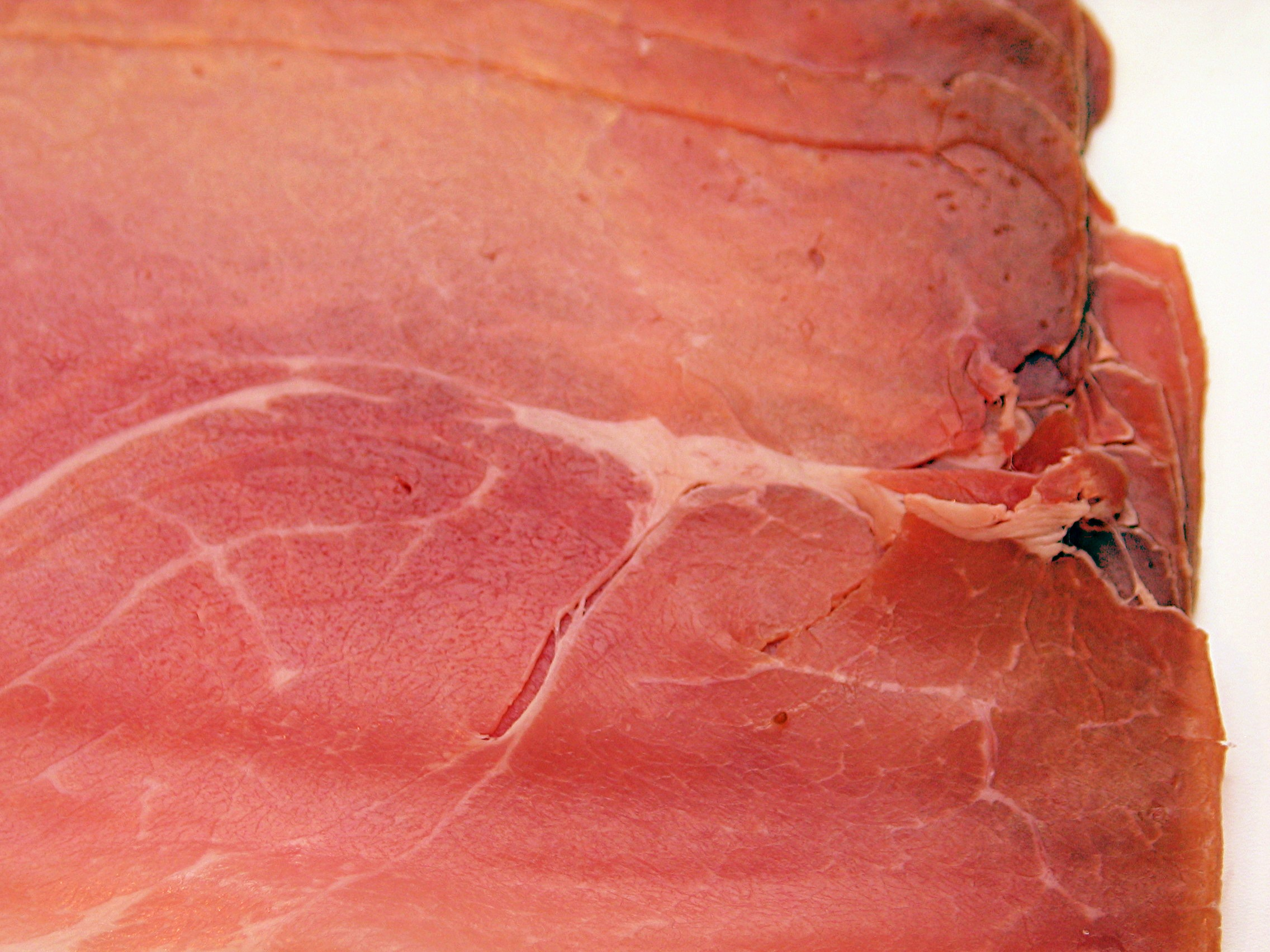
Пршут
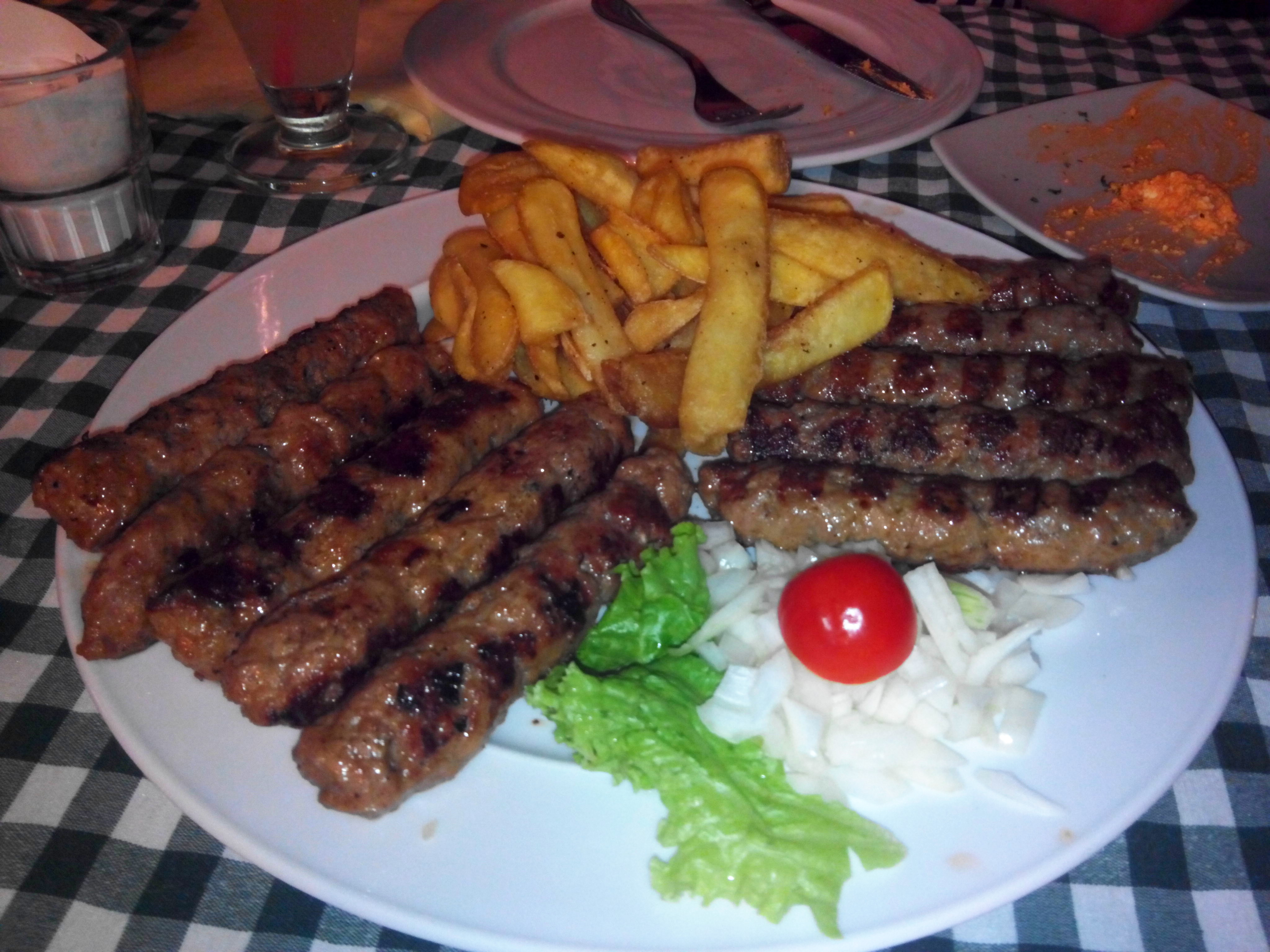
Чевапчичі з картоплею-фрі
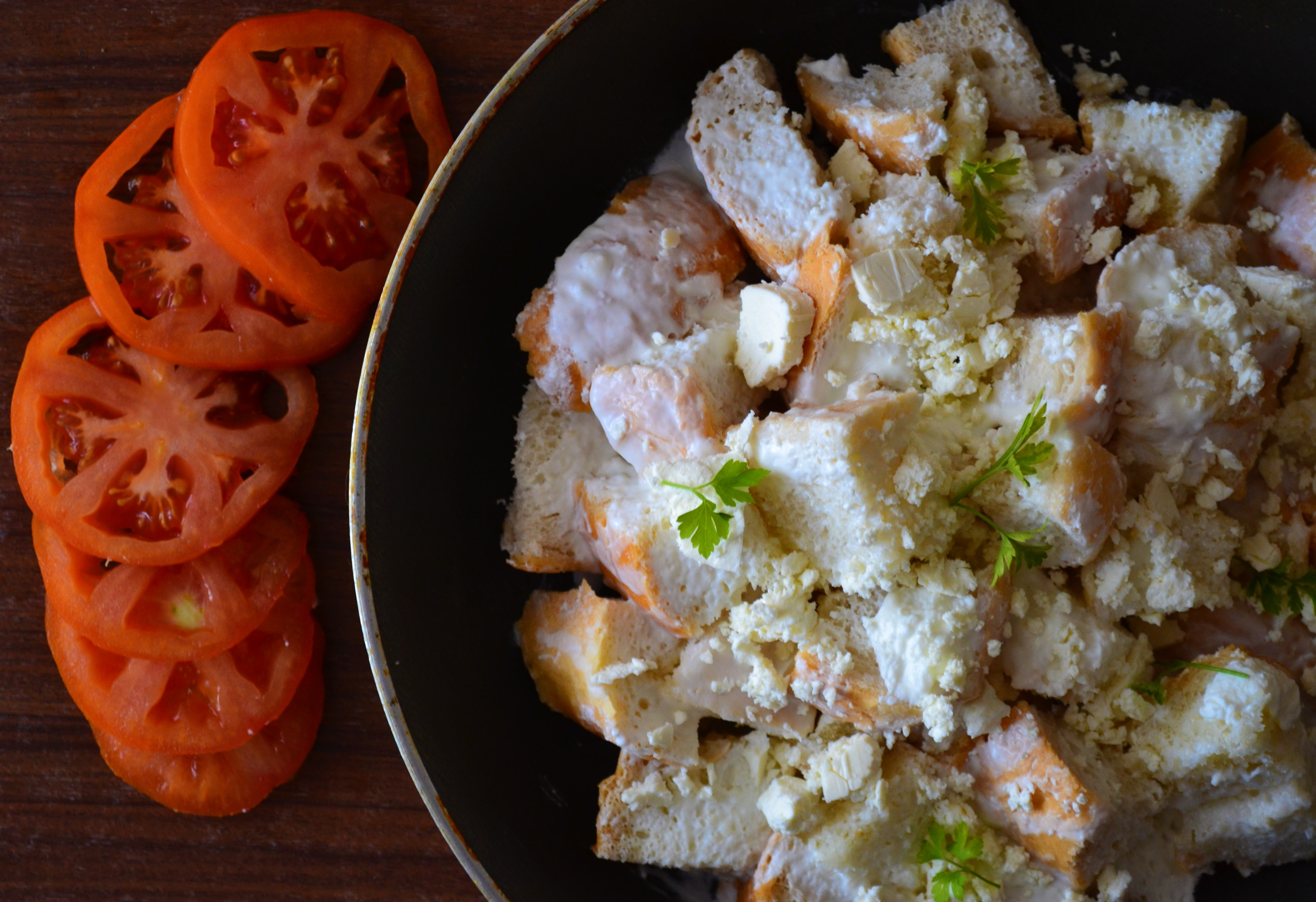
Попара

## Алкогольні напої[3]

### Вина
- червоне сухе — «Вранац» (візитна картка Чорногорії); виробляють з червоного винограду сорту вранац, що вирощують на березі Скадарського озера, на гірських схилах біля Подгориці. В перекладі назва напою — «вороний кінь».
- біле сухе — «Кристач»: виробляють з білого винограду сорту кристач, який росте тільки в Чорногорії біля Подгориці. Виноградник має форму хреста. Назва сорту винограду і вина в перекладі — «хрест»[4].

#### Цікаво
- Історія промислового виробництва вина в Чорногорії починається з 1911 року, коли був заснований перший кооператив по виробництву вина. Зараз на території країни існує 120 господарств з виробництва вина, виноград вирощують на площі у 4300 гектарів. Найвідоміший завод «13 червня — Плантаже». Його виноградники займають площу у 2310 га. На цьому заводі вперше в країні почали застосовувати європейський стандарт якості виробництва вин. Число нагород виноробів заводу «13 червня — Плантаже» сягає 500[5].
- Щорічно в Чорногорії відбуваються численні фестивалі вина. Найпопулярнійших з них — фестиваль у Вірпазарі, який відбувається 21–22 грудня і має назву «Фестиваль вина та уклеви» (уклева — риба родини коропових, живе в Скадарському озері)[5].

### Міцні напої
- «Крунак», «Лоза» — виноградна горілка,
- «Палиновача» — настоянка на полину,
- «Траварица» — настоянка на травах,
- «Ореховача» — настоянка на горіхах,
- «Сливовица» — сливова горілка,
- «Ябуковача» — яблучна горілка,
- «Домачу» — домашня горілка.